# خورخي لويس غارسيا
خورخي لويس غارسيا هو سياسي أمريكي، ولد في 10 سبتمبر 1953 في هيرويكا نوغاليس ‏ في المكسيك، وتوفي في 15 أكتوبر 2010. نشط حزبياً في الحزب الديمقراطي. وقد انتخب عضو مجلس شيوخ أريزونا ‏ وانتخب عضو مجلس نواب أريزونا ‏.